# Sirungkungon
Sirungkungon is een bestuurslaag in het regentschap Toba Samosir van de provincie Noord-Sumatra, Indonesië. Sirungkungon telt 366 inwoners (volkstelling 2010).